# Rafa Blas
Rafael Blas Martínez Carpena, ismertebb nevén Rafa Blas spanyol rock- és heavy metal-énekes. Ismertsége jelentős forrása, hogy 2012-ben megnyerte a spanyol Voice-t (La Voz).

## Pályafutása
Mielőtt még jelentkezett volna a műsorba, a dallamos heavy metált játszó Matavys frontembere volt, majd ezt követően a power metálban utazó Nocturnia énekese lett.
Miután megnyerte a La Voz-t, szólókarrierbe kezdett, 2013-ban pedig a Universal Music égisze alatt debütált első lemeze, a Mi Voz, amit két évvel később a Sin Mirar Atrás követett, immáron a Maldito Records gondozásában. 
2023 áprilisában hivatalosan is bejelentették, miszerint ő lett a Mägo de Oz új frontembere Javier Domínguez (Zeta) távozását követően. Rafa 2022 óta turnézott a Mägóval több énekessel egyetemben, ám amikor elkerülhetetlenné vált az énekesváltás, a zenekar tagjai számára egyértelmű volt, hogy ő lesz majd az új énekesük. A zenekar 2023 nyarán jubileumi turnéra indult, ugyanis 35 éves fennállásukat ünnepelték, a turnén pedig Rafa Blas már hivatalosan is az új énekesükként debütált. A banda ekkor új koncertanyagot is forgatott, amely a Diabulus In Opera II címet kapta. 
Rafa Blas és a Mägo de Oz első közös nagylemeze 2024 januárjában debütált Alicia En El MetalVerso elnevezésen. Ugyanebben az évben Rafa szerepelni fog a magát muskétásrockot játszó zenekarként definiáló német dArtagnan új lemezén is, amely július 12-én, Herzblut címmel lát majd napvilágot.

## Diszkográfia

### Matavys
- Demo (Independent) – 2007
- Tu Destino (Molusco Producciones) – 2009

#### Nocturnia
Sin Retorno (Independent) – 2012

### Mägo de Oz
Alicia En El Metalverso – 2024

### Kislemezek
- El Sombrerero Loco (2023)
- Seremos Huracán (2023)
- Luna De Sangre (2024)

### Szóló

#### Albumok
- Mi Voz (Universal Music) – 2013
- Sin Mirar Atrás (Maldito Records) – 2015

### Kislemezek
- "Hijo De La Luna" – 2013
- "Vivir Morir" – 2013
- "Sigo Aquí" – 2013
- "Sin Ti No Soy Nada" – 2014
- "Hoy Tengo Ganas De Ti" – 2015
- "Soy Yo" – 2015
- "Últimas Cartas" – 2017
- "Eloise" – 2017
- "It's Your Time" – 2017
- "You're My Heart, You're My Soul" – 2018
- "We Are The Ones" – 2019
- "Fire In My Heart" – 2019
- "Alive" – 2021
- "Mi Canción" – 2023